# Центральный комитет Балтийского флота
Центральный комитет Балтийского флота (ЦКБФ, Центробалт) — коллегиальный орган матросских масс, созданный для координации деятельности флотских комитетов. После упразднения должности командующего Балтийским флотом в декабре 1917 года вся реальная власть на флоте перешла к созданному 28—30 апреля 1917 года Центробалту.
Центробалт объявлялся «высшей инстанцией всех флотских комитетов Балтийского флота, без одобрения которой ни один приказ, касающийся жизни Балтийского флота, не может иметь силы» и имел право контроля деятельности командования, за исключением оперативных и технических вопросов. Тем не менее во время Моонзундской операции представители Центробалта вмешивались в оперативные распоряжения командования. Вскоре после учреждения Центробалта командиры кораблей стали выбираться судовыми комитетами. Для ускорения большевизации Черноморского флота туда была осенью 1917 года послана делегация Центробалта, что привело к массовым убийствам офицеров.
19 сентября Центробалт вынес постановление о непризнании Временного правительства, а в дни Октябрьской революции Центробалт оказал активное содействие большевикам. 4 марта 1918 года комитет был распущен. Вместо него создан Совет комиссаров Балтийского флота (Совкомбалт), 6 комиссаров которого назначались Советом Народных Комиссаров РСФСР, а 13 комиссаров избирались личным составом флота, большинство в этом совете комиссаров получили большевики, вошли также эсеры и анархисты. 
В первый состав Центробалта вошло 33 человека (по другим данным, 31), в том числе 6 большевиков и 4 сочувствующих. Председателем комитета был избран большевик П. Е. Дыбенко. Первоначально комитет размещался на небольшом пароходе «Виола», однако впоследствии забрал в своё распоряжение бывшую императорскую яхту «Полярная звезда», а потом — «Штандарт».

## Известные члены Центробалта
- Аверичкин, Фёдор Степанович
- Берг, Эйжен Августович
- Галкин, Георгий Павлович
- Горчаев, Михаил Дмитриевич
- Грундман, Роман Романович
- Елисеев, Алексей Борисович
- Железняков, Анатолий Григорьевич
- Иванов, Модест Васильевич
- Измайлов, Николай Фёдорович
- Мальков, Павел Дмитриевич
- Ружек, Александр Антонович
- Ульянцев, Тимофей Иванович
- Ховрин, Николай Александрович
- Щастный, Алексей Михайлович